# Víska (Pšov)
Víska  (deutsch Fieska) ist eine Ansiedlung der Gemeinde Pšov in Tschechien. Sie liegt fünf Kilometer nördlich von Manětín und gehört zum Okres Karlovy Vary.

## Geographie
Víska befindet sich im Tepler Hochland im Tal des Baches Hrádecký potok. Südlich erhebt sich der Červený vrch (494 m).
Nachbarorte sind Močidlec im Norden, Stvolny und Rabštejn nad Střelou im Osten, Kotaneč und Hrádek im Südosten, Chlum im Süden, Novosedly im Westen sowie Pšov, Kobylé und Kolešov im Nordwesten.

## Geschichte
Das Dorf Ostrov wurde im Jahre 1168 gegründet. Das Pfarrdorf erlosch während der Hussitenkriege. Lediglich seine Kirche blieb erhalten und die Fluren wurden dem Kataster von Nebosedl angeschlossen. Später entstand an der Stelle des wüsten Dorfes der Meierhof Fieska.
Ab 1850 gehörte Fieska zur politischen Gemeinde Nebosedl im Bezirk Luditz. Nach dem Münchner Abkommen wurde Fieska als Ortsteil von Nebosedl 1938 dem Deutschen Reich zugeschlagen und bis 1945 gehörte das Dorf zum Landkreis Luditz. Nach dem Ende des Krieges kam Víska zur Tschechoslowakei zurück und wurde 1949 in den Okres Toužim eingeordnet. Seit dem 1. Jänner 1961 gehört der Ort zum Okres Karlovy Vary. 1973 brannte die Kirche aus. 1979 wurde Víska zusammen mit Novosedly nach Pšov eingemeindet.

## Sehenswürdigkeiten
- Ruine der Friedhofskirche St. Peter und Paul in Víska, die in der 1. Hälfte des 14. Jahrhunderts errichtete Kirche brannte 1973 aus. Sie ist ein Nationales Kulturdenkmal.